# Pagetopsis macropterus
Pagetopsis macropterus är en fiskart som först beskrevs av Boulenger, 1907.  Pagetopsis macropterus ingår i släktet Pagetopsis och familjen Channichthyidae. Inga underarter finns listade i Catalogue of Life.